# 大笪地

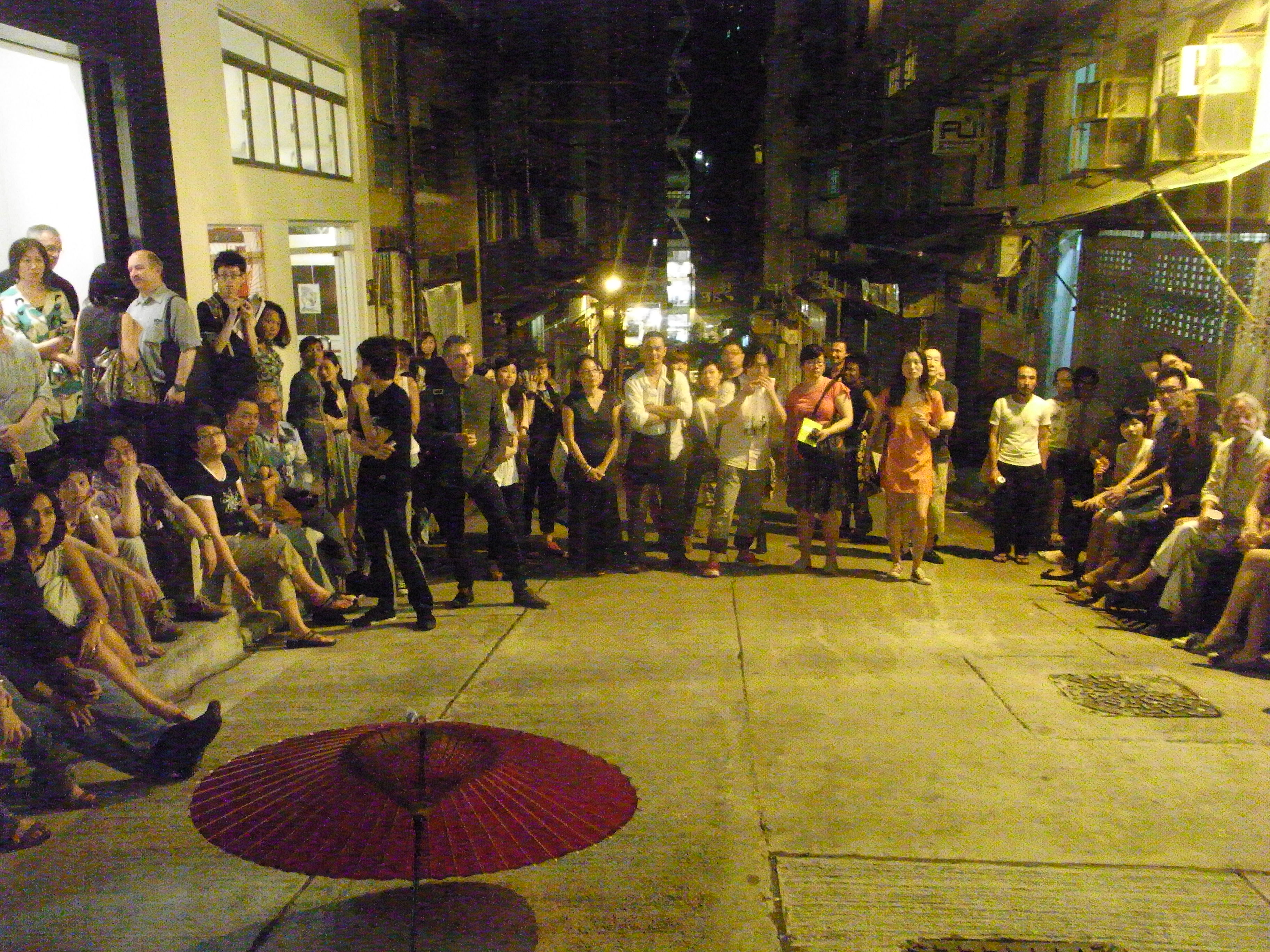
近年仿大笪地的活動

大笪地，粵語中有「一大塊空地」、“开阔、简陋、专卖平价货品的地方”意思。在香港是以前的一種夜市，被稱為「平民夜總會」。在广州是位处西关的一日用品商业城。

## 香港
大笪地之內，既有跳蚤市場，又有大牌檔，更有不少表演節目，為昔日香港貧苦大眾於夜間的最佳娛樂場地，亦見證著香港文化的發展。1980年代起，隨著香港人的生活水平提高，這種夜市也逐漸式微。
大笪地一詞原指位於香港島上環的上環大笪地。但隨著當時香港其他地區也發展出類似的夜市，大笪地廣義上就泛指這一類型的夜市。比較著名的有上環新填地、旺角行人專用區和榕樹頭。

## 广州

### 诞生
“大笪地”商业市场最早自发形成于20世纪90年代初，一些小贩在华林街周边行人路上摆卖，渐渐成市。政府部门为方便城市管理，利用长寿路、宝华路交界处的地铁站出口地块集中此类商贩，形成“大笪地”式的集市。2000年6月，地块业主方广州地铁公司将地块出租给另间公司，建成了“宝华大笪地商业城”和华林商业广场，该公司成立大笪地商业市场管理处，将商场档口分租给各档主。管理方每4年与地铁公司签约一次。
大笪地经营面积达4800平方米，650个档口。提供商品以日用品为主，还有内衣、波鞋、清洁用品等家庭用品，成了城中不少师奶的淘货胜地。商铺生意一直很旺，特别是在双休日或者旺季年关。大笪地管理处负责人声称年尾大笪地客流量可跟花市相媲美。
开张初期大笪地租金只需要四五百元，成本低。消息传出后，吸引了许多失业工人进驻，“有的是自己一人开档，有的则是夫妻俩一同开档，还有的更是拉上一家大小合力开档。”就连晚上值更的保安员，也清一色招聘的是“50后”、“60后”失业工人。至商城即将结业为止相信场内安置接近400个家庭。

### 告别
租约于2014年3月到期。广州地铁公司方面透露此次合约期满会不再续约，收回地块。至于将来发展，回应指表示会用于“商业性开发”。市民街坊同经营档主均不舍，许多广州市民都有到大笪地淘货的经历，这里有着其特有的市井商业味道。“80”后广州仔周荣嘉说，如果大笪地消失了，广州就又减少了一个本地市井商场。
- 參見：v:廣州被清拆史蹟列表

## 澳门
旧时，真正意义上的大笪地曾经在多处出现，包括康公廟前地、司打口前地、白眼塘及雀仔園。近来，政府会以“澳门大笪地”来命名它办的若干短期街头文艺康乐活动。

## 興衰原因
- 城市秩序监管規矩
- 阻街
- 城市改造

## 註腳
1. ↑  . am730. 12月19日  [2009-12-18]. （原始内容存档于2011-12-28）.
2. ↑  . 漢典. 12月19日  [2009-12-18]. （原始内容存档于2009-07-09）.
3. 1 2  大笪地撤场 去边度淘货？ （页面存档备份，存于），人民网（转载广州日报）；2014年03月06日07:09。
4. ↑  . www.macaumemory.mo.   [2022-05-10].